# 贝林汉姆魔术师队
贝林汉姆魔术师队（Birmingham Magicians），新美国篮球协会球队，主场设在阿拉巴马州贝林汉姆。